# Олександр Шайхет
Олександр Шайхет (нім. Alexander Schaichet; 23 червня 1887, Миколаїв, Російська імперія — 19 серпня 1964, Цюрих, Швейцарія) — швейцарський диригент і скрипаль, альтист, музичний педагог.

## Життєпис
Народився в єврейській родині Хаїма і Бейли Шайхетів. У 1903—1906 роках навчався в Одеському музичному училищі в Олександра Фідельмана, у 1906—1910 роках — у Лейпцизькій консерваторії.
У 1910—1914 роках — концертмейстер і перша скрипка оркестру в Єні. Одночасно виступав як ансамбліст у складі Єнського струнного квартету (разом з віолончелістом Йоахимом Стучевським) і в складі Майнінгенського фортепіанного тріо на чолі з Максом Регером.
1914 року разом зі своїм другом Стучевським емігрував у Швейцарію, 1919 року одружився з піаністкою Ірмою Левінгер. Від 1927 року — громадянин Швейцарії. Поселившись у Цюриху, часто виступав як скрипаль і альтист і керував класом скрипки Академії музики в Цюриху. 1920 року заснував Камерний оркестр Цюриха (нім. Kammerorchester Zürich), яким керував до 1943 року. Є одним із засновників швейцарської секції Міжнародного товариства сучасної музики (1923), займався пропагандою новітньої музики в Швейцарії.
1962 року адміністрація Цюриха відзначила Олександра Шайхета медаллю імені Ганса Георга Негелі.